# جوي دو بلين (أورن)
جوي دو بلين هي بلدية في أورن في شمال غرب فرنسا.